# 索韦雷
索韦雷（義大利語：Sovere），是意大利贝加莫省的一个市镇。总面积17.79平方公里，人口5495人，人口密度308.9人/平方公里（2009年）。国家统计（ISTAT）代码为016204。